# Элдер, Энн
Э́нн Э́лдер (англ. Anne Elder), настоящее имя Э́нн-Джо́зефин-Кло́уи Ма́кинтош-Э́лдер; 4 января 1918, Окленд, доминион Новая Зеландия — 23 октября 1976, Мельбурн, Австралия) — австралийская поэтесса, писательница и балерина.

## Биография
Энн-Джозефин-Клоу Макинтош родилась в Окленде 4 января 1918 года. В 1921 году, вместе с родителями, она переехала в Мельбурн. В 1930-е годы, вдохновленная творчеством Анны Павловой, Энн стала ученицей австралийской балерины Лорел Мартин. Окончив обучение, выступала в труппах Русского балета в Монте-Карло у Василия Григорьевича Воскресенского и Австралийского балета. С 1940 по 1944 год была прима-балериной в балетной труппе под руководством Эдуарда Боровански. В 1940 году она вышла замуж за Джона Стэнли Элдера, юрисконсульта 2-го / 8-го пехотного полка Австралийских Императорских вооруженных сил. В браке родились двое детей: сын в 1945 году и дочь в 1947 году.
Всю жизнь Энн Элдер имела проблемы со здоровьем. Возможно, это подвигло её сменить карьеру балерины на занятия живописью, поэзией, садоводством. В середине 1960-х годов, воодушевленная поэтами Брюсом Доу и Филипом Мартином, она начала регулярно публиковать стихи в газетах и журналах, таких как «Australian», «Meanjin», «Quadrant», «Overland» и «Southern Review». Первый сборник стихов поэтессы «Для памяти» был опубликован в 1972 году. Несмотря на то, что её поэзия посвящена исключительно переживаниям и миру женщины, Энн Элдер придерживалась консервативных взглядов и отрицала связь с феминизмом. Она считала недопустимым использование поэзии в пропагандистских целях.
После сердечного приступа в 1968 году здоровье Энн Элдер ухудшилось, и она отказалась от потребления алкоголя. Поэтесса умерла от сердечной недостаточности, осложненной склеродермией 23 октября 1976 года в Королевской больнице Мельбурна. После смерти её тело было кремировано. Второй сборник стихов Энн Элдер «Сумасшедшая женщина» был опубликован посмертно в 1976 году и получил высокую оценку литературных критиков. Сборник был удостоен премии Национального книжного совета в 1977 году. В 1976 году вдовец поэтессы Джон Стэнли Элдер учредил фонд имени Энн Элдер, ежегодно вручающий премию лучшему поэтическому дебюту в Австралии. Премия находится в ведении Викторианского отделения Братства австралийских писателей. Памятный сборник поэзии Энн Элдер «Маленькие глиняные птицы» был издан университетом Монаша в 1988 году.